# Joseph Walkup

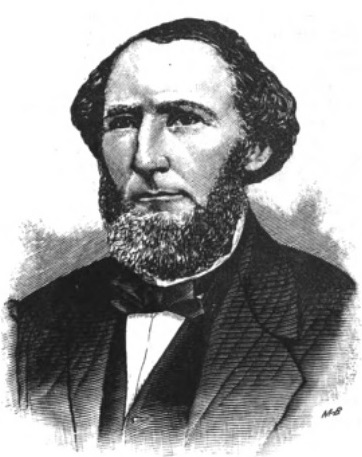
Joseph Walkup

Joseph Walkup (* 25. Dezember 1819 in Piqua, Ohio; † 15. Oktober 1873 in Auburn, Kalifornien) war ein US-amerikanischer Politiker. Zwischen 1858 und 1860 war er Vizegouverneur des Bundesstaates Kalifornien.

## Werdegang
In seiner Jugend arbeitete Joseph Walkup als Haus- und Schiffszimmermann in seiner Heimat in Ohio und in New Orleans. Im August 1849 kam er nach Kalifornien, wo er in Auburn im Handel tätig wurde. Danach arbeitete er zunächst in der Landwirtschaft. Seine Firma Walkup & Wyman betrieb Farm- und Viehwirtschaft. In den Jahren 1854, 1861 und 1865 besuchte er seine alte Heimat im Osten. Beim zweiten Besuch heiratete er Elizabeth Elliott, mit der er zwei Kinder haben sollte. Ab 1868 war Walkup im Zeitungsgeschäft tätig. Von da an bis zu seinem Tod war er Eigentümer und Herausgeber der Zeitung Placer Herald. Politisch schloss er sich der Demokratischen Partei an. Zwischen 1852 und 1857 saß er im Senat von Kalifornien.
1858 wurde Walkup an der Seite von John B. Weller zum Vizegouverneur von Kalifornien gewählt. Dieses Amt bekleidete er zwischen 1858 und 1860. Dabei war er Stellvertreter des Gouverneurs und Vorsitzender des Staatssenats. Außerdem hatte er die Aufsicht über das Staatsgefängnis. Walkup sorgte für eine deutliche Verbesserung der dortigen Verhältnisse. Er starb am 15. Oktober 1873 an einem wiederholten Schlaganfall in Auburn, wo er auch beigesetzt wurde.